# Green Gables

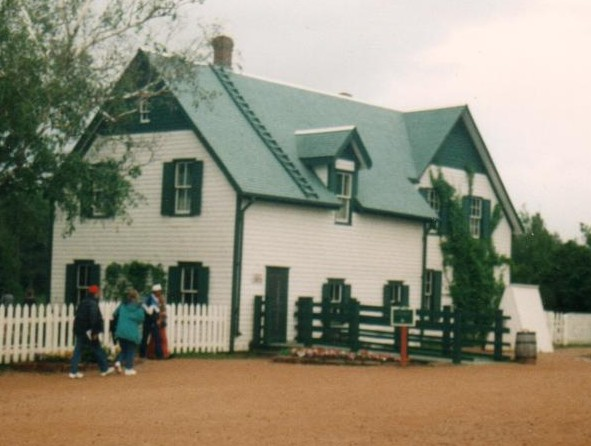
Vista da ovest.

Green Gables è una fattoria del XIX secolo a Cavendish, nella provincia canadese dell'Isola del Principe Edoardo; fu usata come ambientazione per la serie di romanzi di Anna dai capelli rossi di Lucy Maud Montgomery. La casa è stata designata come area storica nazionale nel 1985 ed il complesso si trova all'interno del Parco nazionale dell'Isola del Principe Edoardo.

## Storia

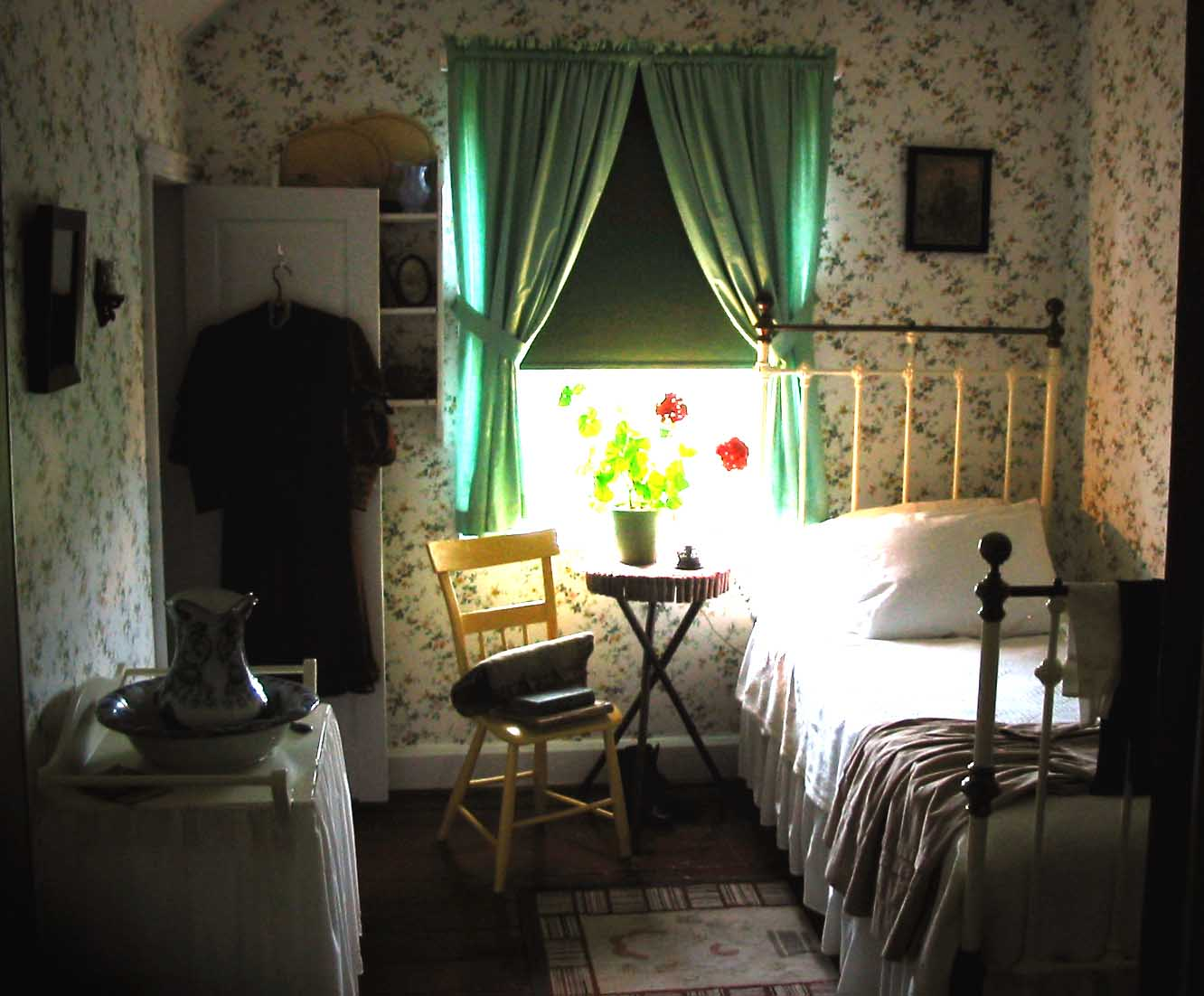
"la stanza di Anna", una delle stanze della fattoria, nominata così da Parks Canada.

La fattoria era di proprietà della famiglia MacNeill, cugini dell'autrice Lucy Maud Montgomery. Il nome della casa è deriva dal colore della vernice verde scuro del tetto della fattoria, mentre le principali pareti esterne della fattoria sono dipinte in bianco. La Montgomery visitò la fattoria da giovane e vi ambientò la sua serie di romanzi, traendo ispirazione dalla casa e dall'ambiente circostante come "i boschi stregati", "Lovers 'Lane" e "Balsam Hollow". Alla morte dell'autrice, la sua veglia funebre venne tenuta nel salotto della fattoria per diversi giorni prima del suo funerale, avvenuto presso la chiesa presbiteriana locale, e in seguito fu sepolta nel vicino cimitero della comunità di Cavendish.
Il riconoscimento internazionale dei romanzi di Montgomery rese Cavendish una destinazione turistica popolare a partire dagli inizi del XX secolo. Questo ha portato alla creazione del Parco nazionale dell'Isola del Principe Edoardo negli anni trenta. I confini del parco comprendevano l'agriturismo Green Gables e l'edificio divenne proprietà del Governo del Canada. Il terreno agricolo che circonda la casa di Green Gables è stato sviluppato in un campo da golf, progettato dall'architetto Stanley Thompson. Oltre a trovarsi all'interno dei confini del parco, la fattoria Green Gables è designata come sito Storico Nazionale per la sua importanza nella storia della letteratura ed è uno dei siti storici più visitati del paese. L'esterno della fattoria non è cambiato significativamente nel tempo, il suo arredamento d'interni e manufatti descrivono il periodo tardo vittoriano dell'isola del Principe Edoardo. È possibile fare visite guidate della casa e dintorni. Diverse stanze della casa sono state nominate secondo la storia di Anna dai capelli rossi.
Il 23 maggio del 1997, un incendio ha provocato danni interni alla parte superiore della casa colonica. Ciò ha portato al ripristino delle camere interessate, che ha portato alla ristrutturazione della proprietà attraverso la costruzione di fienili e annessi per completare la casa stessa ed ospitare i visitatori. Di conseguenza, una parte del vicino campo da golf Green Gables, costruito negli anni trenta, è stato allontanato dalla vicinanza della fattoria e l'area è stata risituata in un paesaggio agricolo più tradizionale.
Nel 2017 l'ingresso fu gratuito, a causa della celebrazione del 150º anniversario del Canada. È aperta tutti i giorni, ma gli orari delle visite variano a seconda del periodo dell'anno.

## Galleria d'immagini

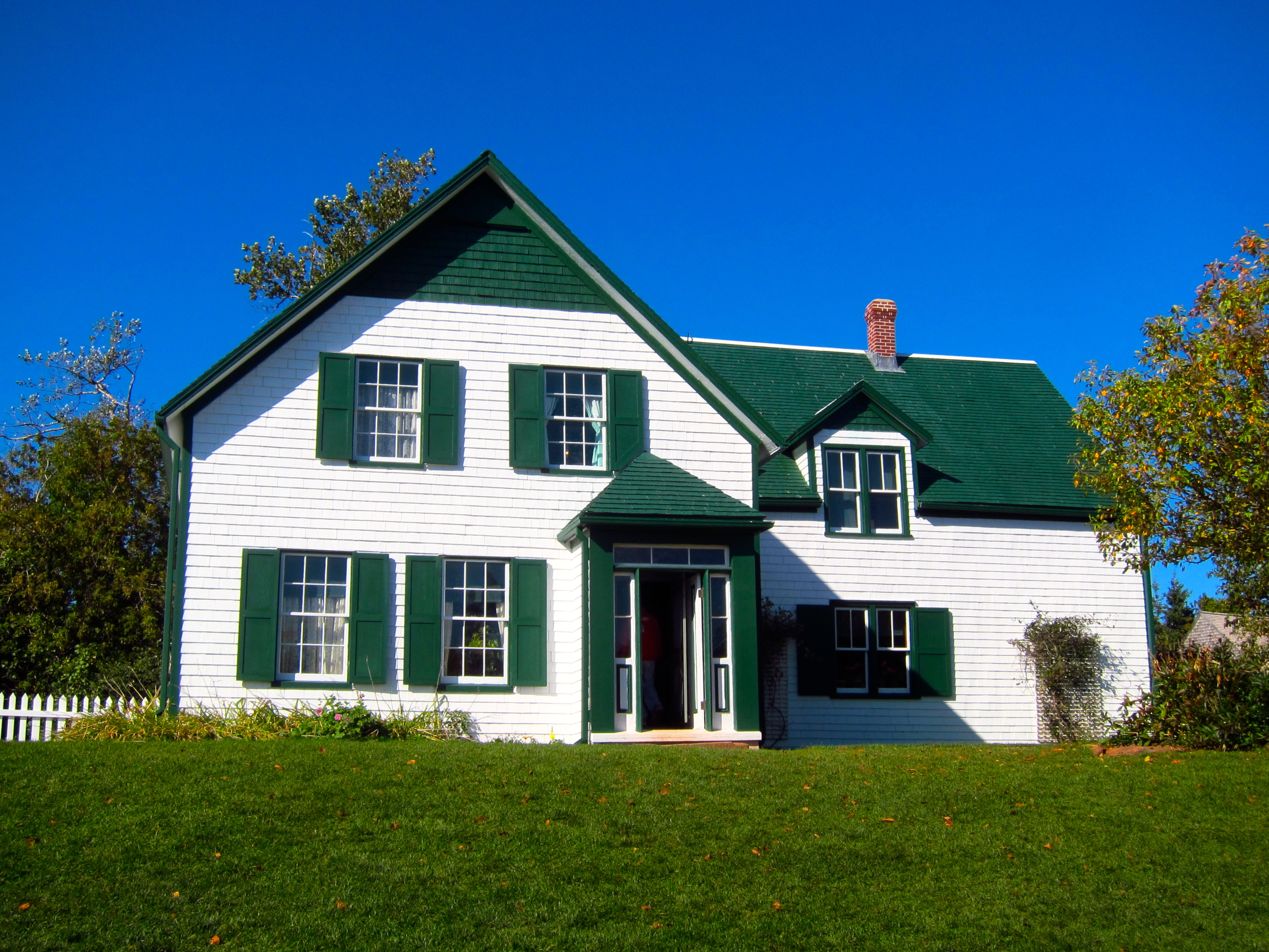
Green Gables
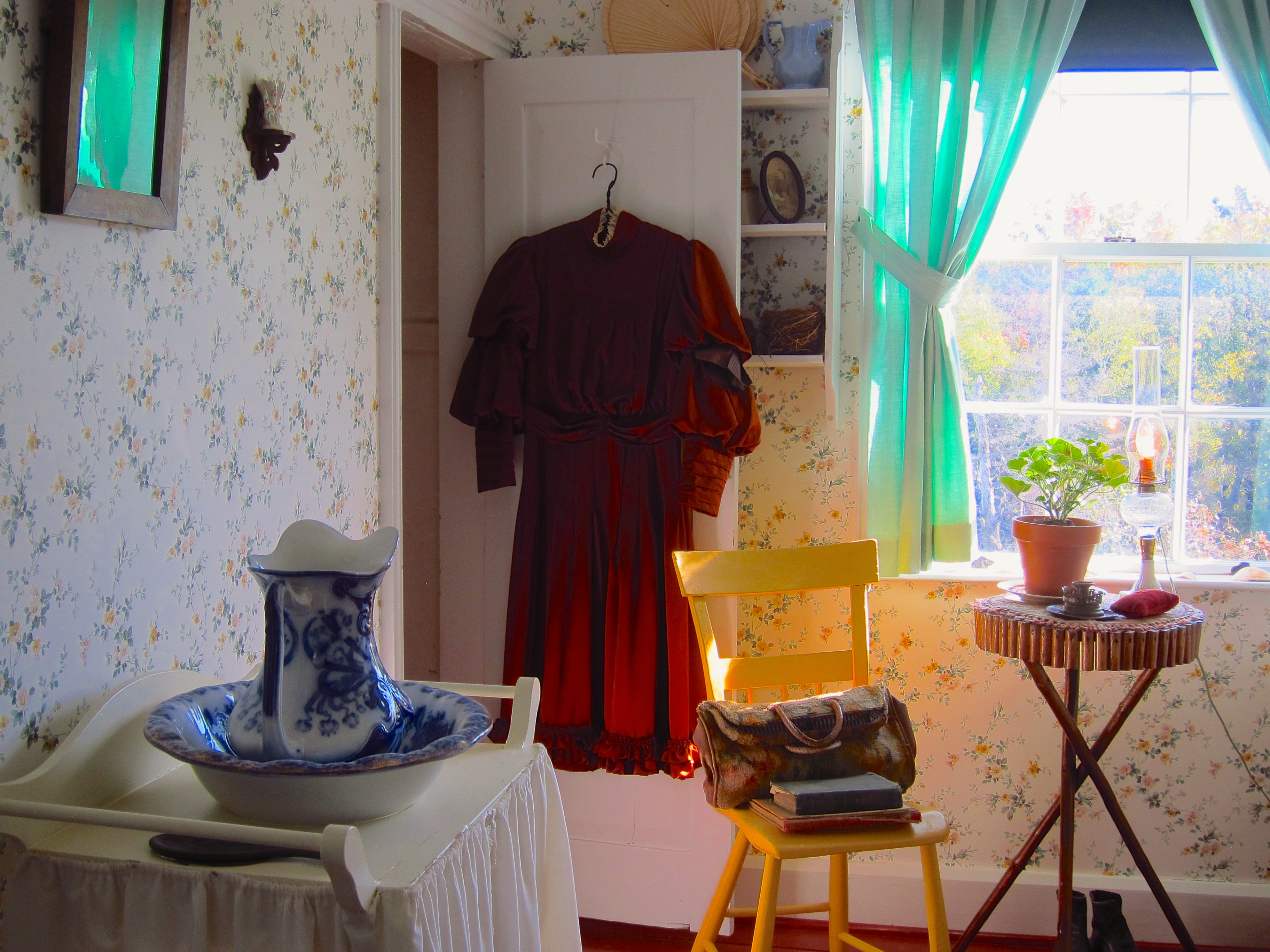
Green Gables
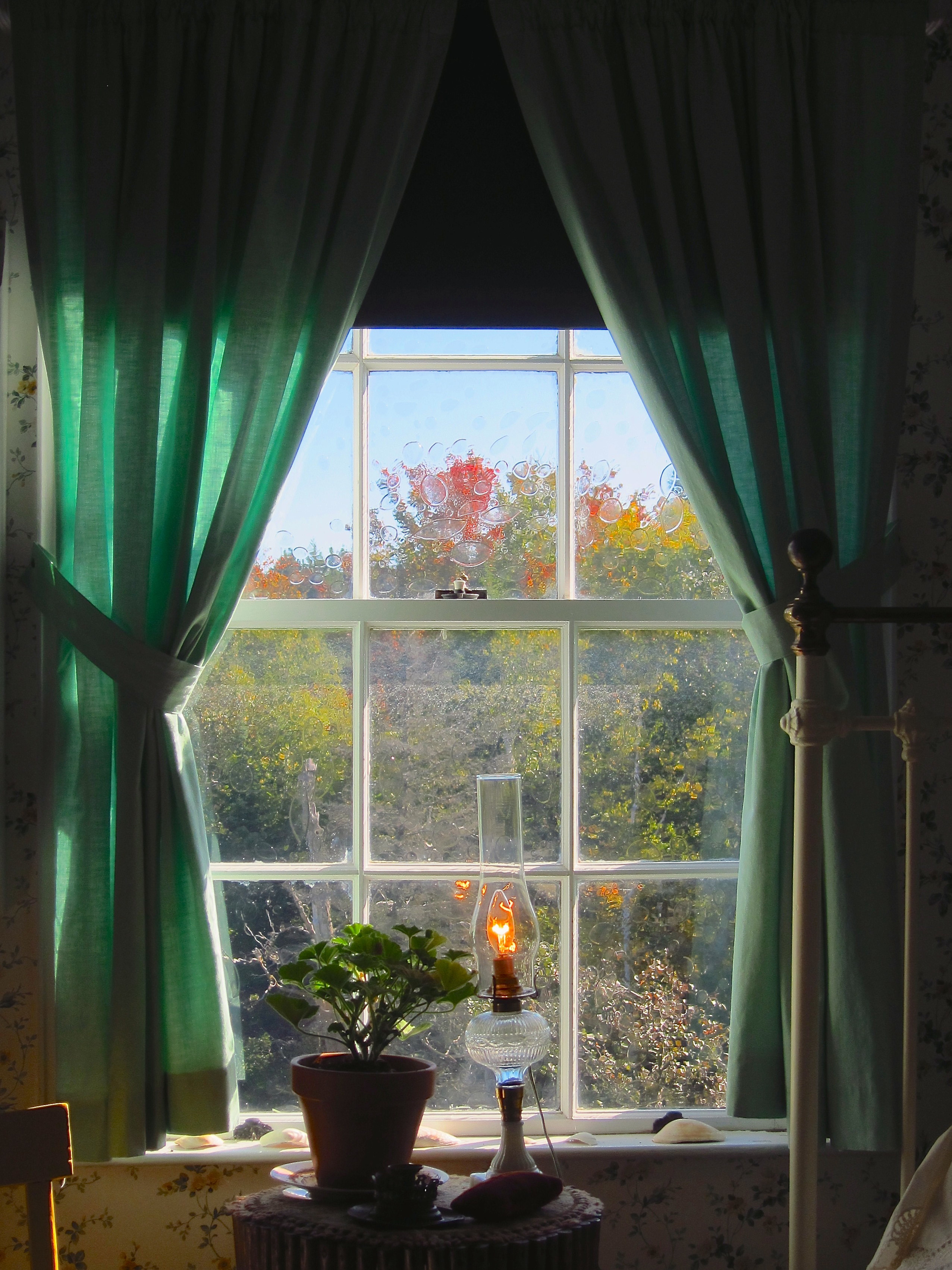
Green Gables
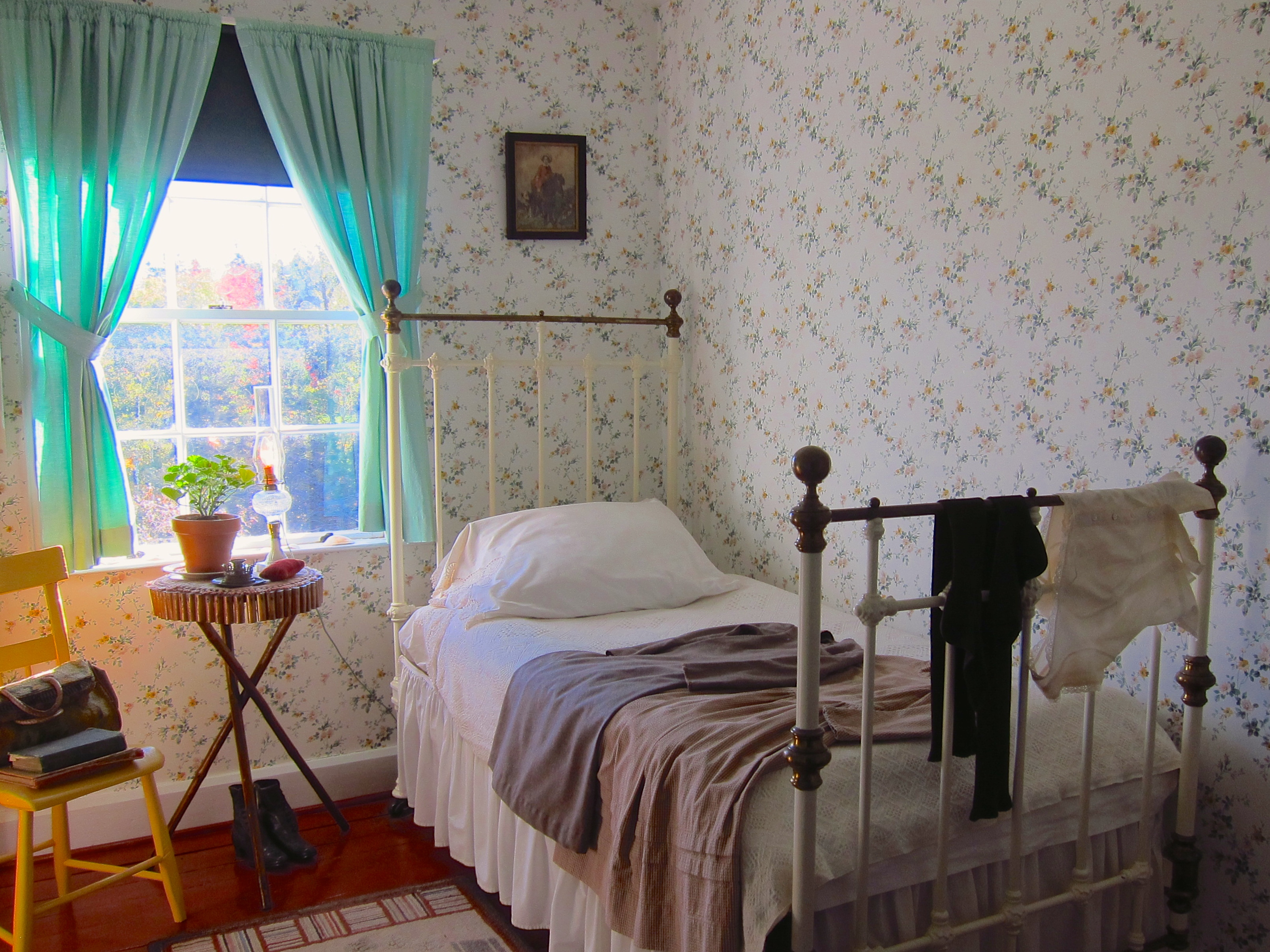
Green Gables
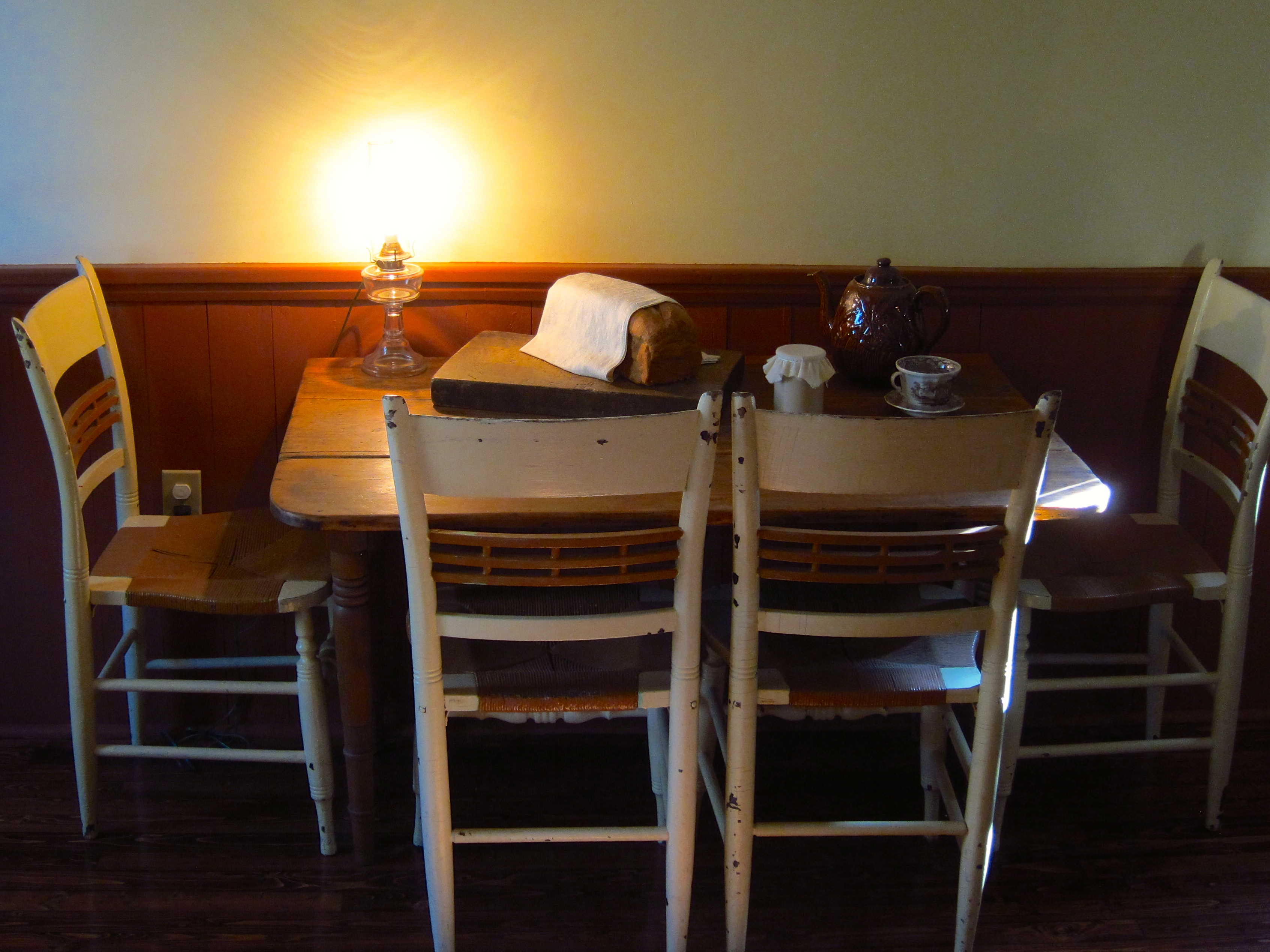
Green Gables
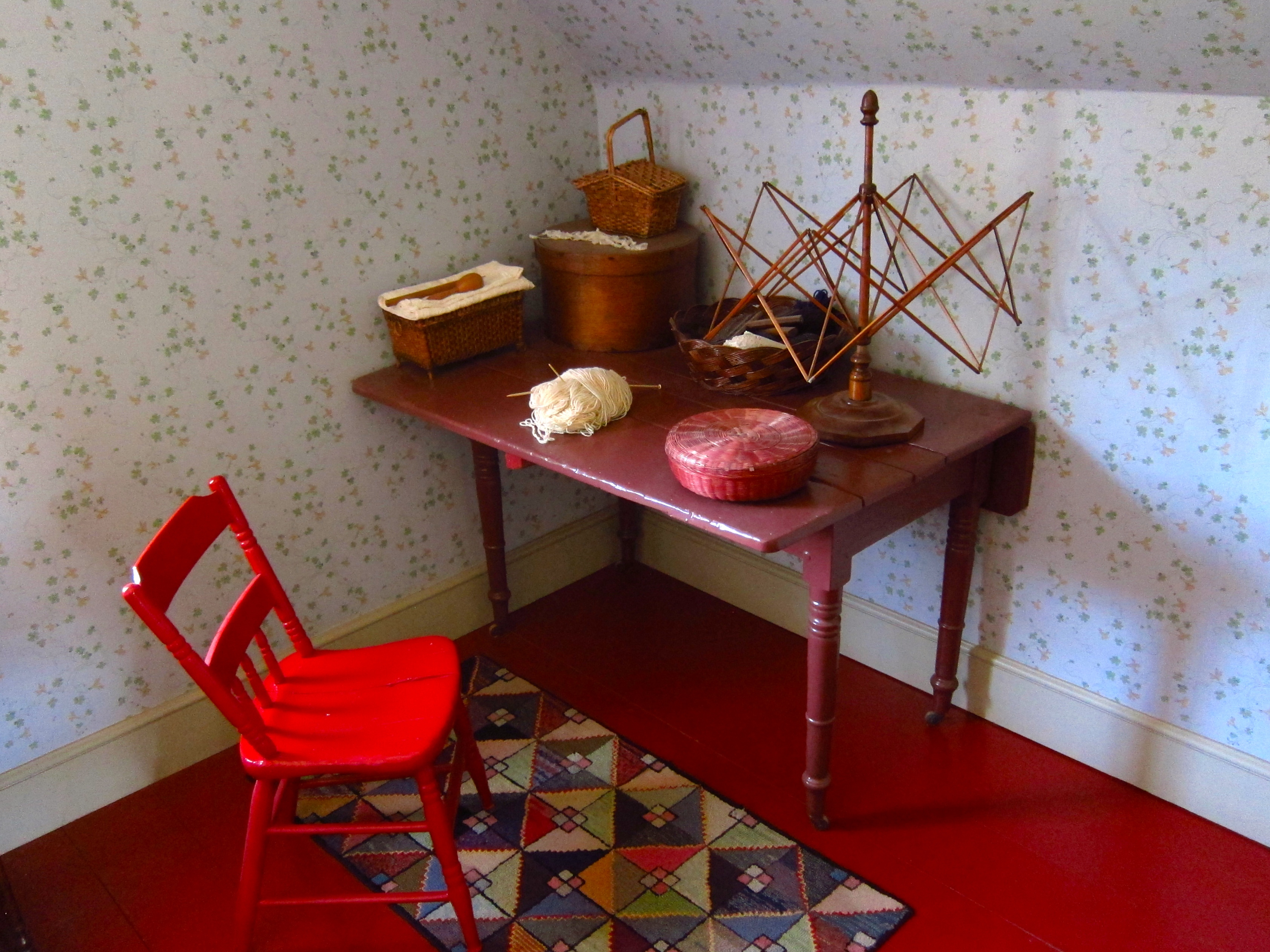
Green Gables
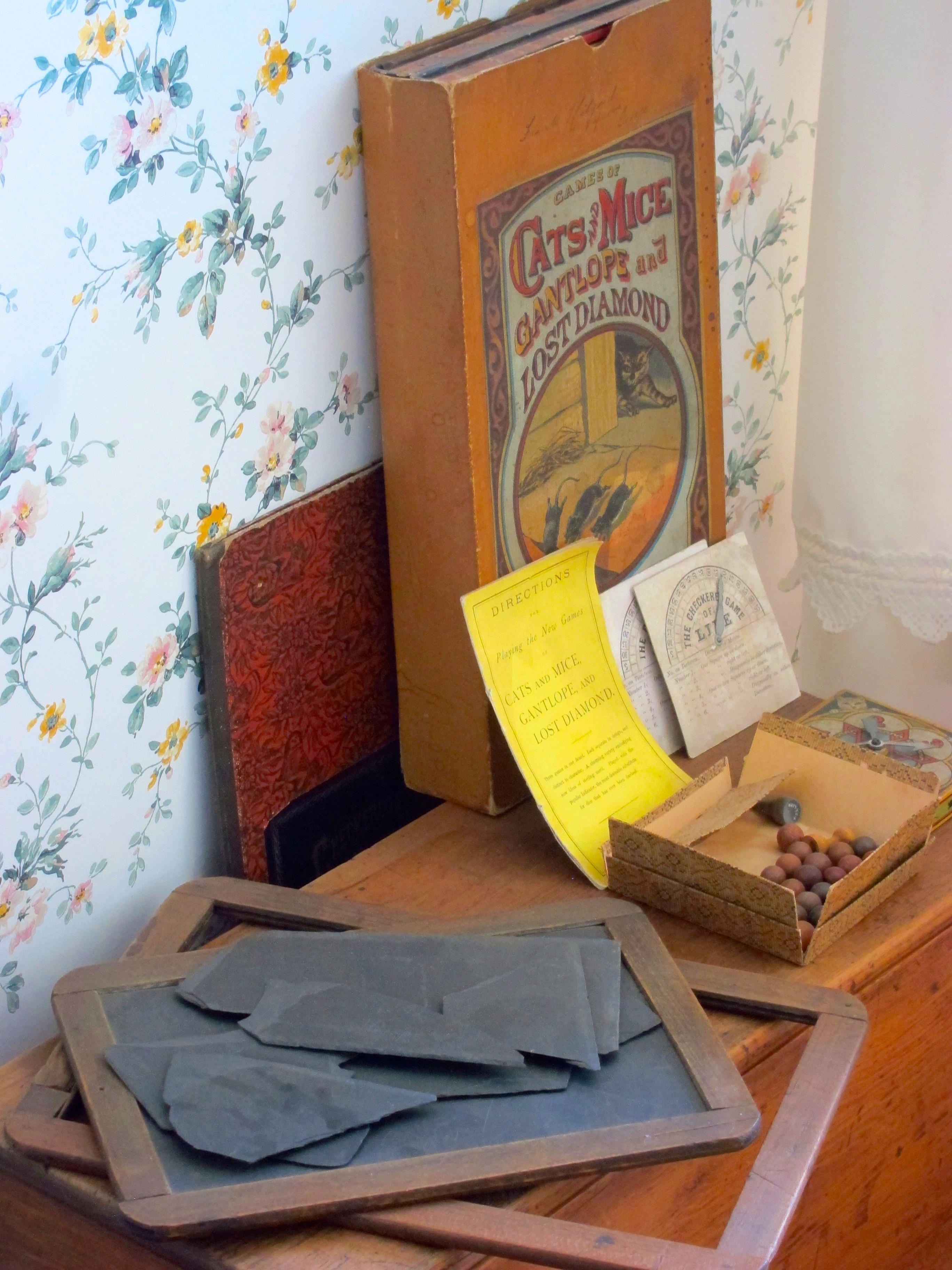
Green Gables
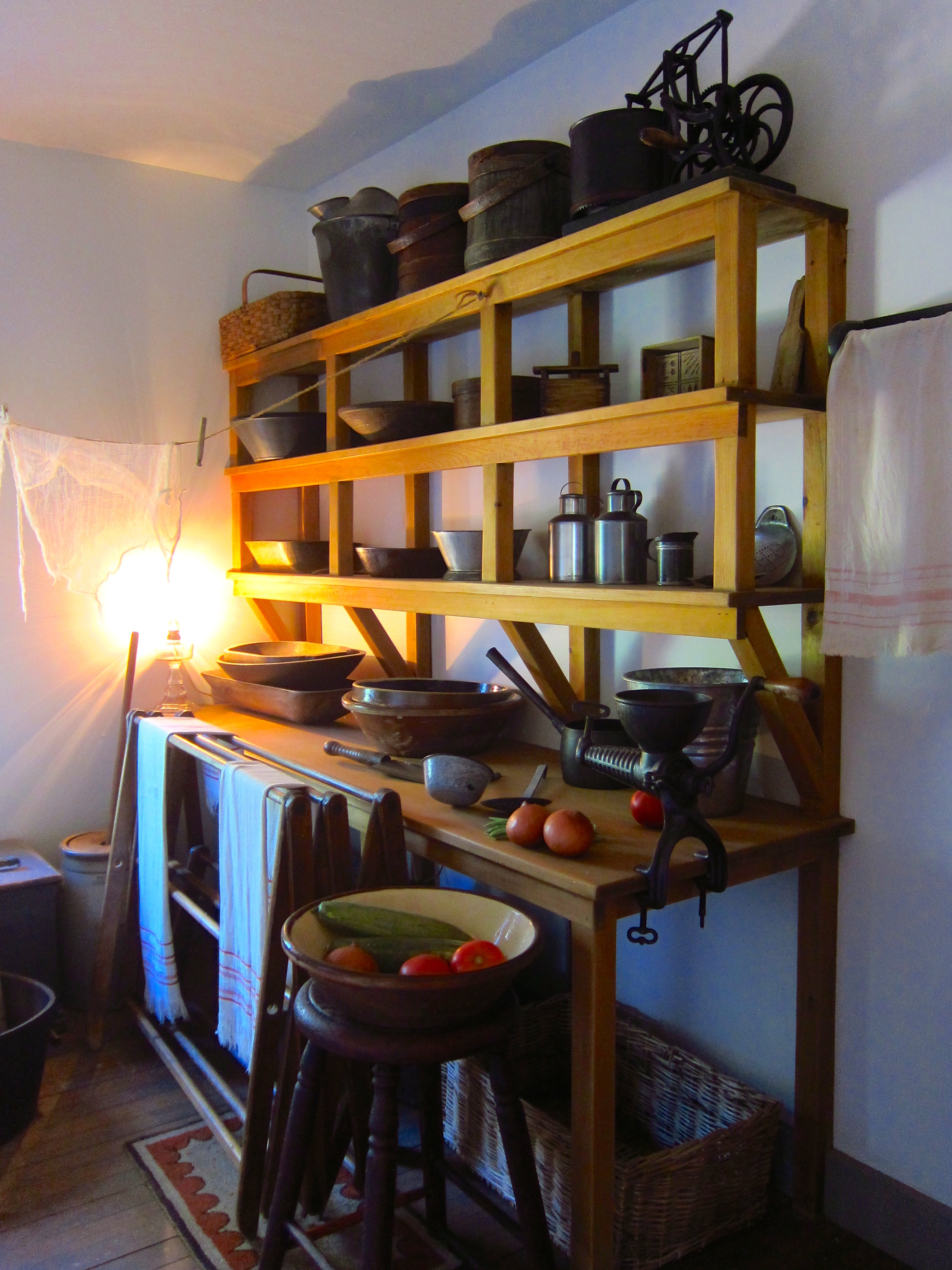
Green Gables